# Dulwich
Dulwich es un área del sur de Southwark, en Londres (Inglaterra) Reino Unido. Dulwich, que consiste en East Dulwich, West Dulwich y Dulwich Village, se encuentra en un valle entre los distritos vecinos de East Dulwich, West Dulwich and Dulwich Village, Camberwell, Crystal Palace, Denmark Hill, Forest Hill, Gipsy Hill, Knights Hill, Herne Hill, Honor Oak, Peckham, Penge, Sydenham Hill, Tulse Hill y West Norwood. 
Dulwich también se conoce como la ubicación de la Dulwich Picture Gallery y el Dulwich College.